# Piotr Wojewodin
Piotr Iwanowicz Wojewodin (ros. Пётр Иванович Воеводин, ur. 30 czerwca?/12 lipca 1884 w Sumach, zm. 25 listopada 1964 w Moskwie) – rosyjski rewolucjonista i działacz komunistyczny, radziecki działacz partyjny i państwowy.

## Życiorys
Urodził się w rodzinie robotniczej. Po dwóch latach nauki w szkole został robotnikiem w Charkowie, następnie w Jekaterynosławiu. W 1898 wstąpił do socjaldemokratycznego kółka robotniczego, a w 1899 do SDPRR, prowadził działalność partyjną w Jekaterynosławiu, Saratowie, Samarze, Czycie, Omsku, Tomsku, Złatouście i innych miastach. Za działalność komunistyczną był aresztowany w maju 1901 w Jekaterynosławiu, w maju 1902 w Saratowie i w sierpniu 1905 podczas rewolucji; po ostatnim aresztowaniu zesłano go do Ufy. W październiku 1905 został członkiem Samarskiego Komitetu SDPRR, prowadził działalność jako agitator i propagandzista oraz kierownik drużyny bojowej. Działał także w Jekaterynburgu i innych miejscowościach Uralu, w grudniu 1905 został aresztowany pod fałszywym nazwiskiem Michaił Romanienko i skazany na więzienie, w 1910 wyszedł na wolność i udał się do Moskwy. Brał udział w odtwarzaniu bolszewickiej organizacji partyjnej w Samarze, w 1912 na rok nielegalnie wyemigrował do USA, gdzie był robotnikiem i jednocześnie współpracował z socjaldemokratyczną rosyjską gazetą emigracyjną „Nowyj Mir”. Po powrocie pracował w Baku, gdzie został aresztowany i zesłany do Kraju Narymskiego (Syberia), w 1917 na Zachodniosyberyjskim Zjeździe Rad został przewodniczącym Krajowej Rady Aprowizacyjno-Ekonomicznej Zachodniej Syberii i Uralu. Podczas wojny domowej w Rosji był pracownikiem politycznym w Armii Czerwonej, w 1919 był pełnomocnikiem KC RKP(b) i komisarzem politycznym pociągu „Oktiabrskaja Riewolucija” na Froncie Zachodnim i Południowym, a w 1920 głównym komisarzem jednej z kolei. Od 1921 kierował jednym z wydziałów Ludowego Komisariatu Oświaty, później pracował w wydawnictwie m.in. jako redaktor dwóch gazet na temat elektryfikacji, od 1931 kierował wydawnictwem, w 1940 przeszedł na emeryturę. Był odznaczony dwoma Orderami Lenina (28 lipca 1954 i 2 stycznia 1964) i tytułem Bohatera Pracy Socjalistycznej (2 stycznia 1964), a także medalami. Został pochowany na Cmentarzu Nowodziewiczym.